# 3120 Dangrania
3120 Dangrania eller 1979 RZ är en asteroid i huvudbältet som upptäcktes den 14 september 1979 av den rysk-sovjetiske astronomen Nikolaj Tjernych vid Krims astrofysiska observatorium på Krim. Den har fått sitt namn efter den ryske författaren Daniil Granin.
Asteroiden har en diameter på ungefär 15 kilometer.